# Дідич Сергій Васильович
Дідич Сергій Васильович (нар. 3 листопада 1969, Стрільче Городенківський район, Івано-Франківська область, УРСР — пом. 18 лютого 2014, Київ, Україна) — громадський активіст, голова Городенківської районної організації ВО «Свобода», Сотник івано-франківської сотні на столичному Майдані, депутат Городенківської районної ради, в якій очолював комісію з соціально-економічного розвитку, засновник та директор туристичного клубу «Золоте Руно». Герой України.

## Життєпис
Сергій Васильович Дідич народився 3 листопада 1969 року в селі Стрільче Городенківського району Івано-Франківщини у робітничій родині. Батьки Сергія Дідича, Василь Іванович та Ніна Миколаївна — працювали будівельниками. Дитинство провів у м. Городенка, куди сім'я переїхали у 1972 році.
Навчався в Городенківській середній школі № 1 з 1977 по 1987 роки. Школу закінчив зі срібною медаллю. Захоплювався математикою, фізикою, а особливо, географією. Займався в туристичному гуртку, неодноразово виборював призові місця на обласних змаганнях з туризму. Мріяв стати моряком.
У 1987 році вступив до Одеського морського інженерного училища. Після І курсу був призваний до лав армії, службу проходив у десантних військах з 1988 по 1990 рік. Проходив службу спочатку у Прибалтиці, а закінчив в Амурській області.
Після демобілізації, у 1990 році вступив на економічний факультет Львівського державного університету ім. І.Франка, який закінчив у 1995 році.
Свій трудовий шлях Сергій Дідич почав у Податковій адміністрації в Городенківському районі, працював державним податковим інспектором з 1995 по 1997 роки. У 1999 – 2003 роках — головний бухгалтер Городенківського управління юстиції. З 2007 по 2008 рік працював на посаді головного спеціаліста відділу культури і туризму Городенківської РДА.
З 2008 року Сергій Дідич — приватний підприємець, засновник та голова громадської організації "Клуб мандрівників «Золоте руно». Сергій першим почав розробляти маршрути туристичних сплавів по Дністру, мріяв перетворити його в центр туристичного розвитку Прикарпаття, підтримував тісні зв'язки з каяковим клубом «Гонорні» з польського міста Немодлін. Організовував полякам сплави по Дністру, Серету, Збручі, Лімниці, Стрию.
Сергій Дідич понад усе любив рідний край і більшу частину свого життя присвячував його туристичному розвитку. Його громадську організацію «Золоте Руно», яка займалася перш за все сплавами по Дністру, знають в усій Україні та за її межами.
Сергій Дідич був життєрадісний, ініціативний, творчий. Він створив регіональний центр розвитку сільського туризму «Дністровський каньйон». Завжди був душею туристичного товариства Прикарпаття. Він перший почав розробляти туристичні маршрути сплавів по рідному Дністру. Він мріяв про те, щоб люди в Україні жили так, як живуть в розвинутих Європейських країнах. Дністер, за планами Сергія, мав стати другим масштабним центром туристичного розвитку Івано-Франківщини. Планував зняти ще багато туристичних телепрограм про відпочинок на Дністрі.
Сергій Дідич мешкав у селі Стрільче, де власноруч відбудовував батьківську хату.

### Революція Гідності
Сергій із дружиною на Майдані був з початку грудня. Був сотником Івано-франківської сотні. Двічі додому в Городенку подружжя приїжджало на кілька днів і знову поверталося до столиці. Востаннє з родиною бачилися на Різдво. Він був на передовій, а його дружина — на Майдані.
18 лютого 2014 року разом зі своєю сотнею стримував атаку «Беркута» у Кріпосному провулку. За словами побратимів, коли його сотня відходила, Дідич йшов останнім. За первинною версією, граната розірвала йому сонну артерію на шиї. Згодом були встановлені точні обставини його загибелі. Тікаючи від співробітників МВС Дідич був збитий в Кріпосному провулку вантажівкою «ГАЗ», за кермом якого знаходився інший активіст майдану, Леонід Бібік, який викрав автомобіль і намагався прорвати ряди міліції. Наїзд двома правими колесами був зафіксований на 20-секундному відеоролику, знятому оператором МВС. Сергія Дідича, у якого була розчавлена голова, впізнали першим з усіх жертв «чорного вівторка» завдяки тому, що на ньому був бейдж коменданта Майдану. У Центрі культури та мистецтв він відповідав за порядок на другому поверсі. Л. Бібік згодом був амністований
Громадська панахида і прощання з героєм відбулося 20 лютого 2014 року в Городенці. В останню путь з рідного дому Сергія проводжали 21 лютого. Кілька тисяч людей — родина, друзі та односельчани, колеги-туристи та однопартійці, представники районного та місцевого самоврядування, — прийшли попрощатися з ним і висловити співчуття сім'ї загиблого. Тричі по шість — залпами з мисливських рушниць ушанували героя його друзі-лісівники.

### Політична діяльність
Сергій Дідич з 2010 року очолював Городенківську районну організацію ВО «Свобода». Був депутатом Городенківської районної ради шостого демократичного скликання, головою фракції «Свободи» у районній раді, головою постійної комісії з питань соціально-економічного розвитку та земельних відносин.
Будучи депутатом райради — владою ніколи не зловживав. Їздив на стареньких «Жигулях» і завжди намагався допомагати людям.

### Особисте життя
Сергій Дідич був одружений з Галиною Загарук у 1991 році. У червні 2017 року Галина отримала компенсацію у розмірі 200 тисяч гривень, половину суми вона віддала на потреби армії.

## Вшанування пам'яті
- 22 лютого 2014 року, Рішенням сесії Городенківської міської ради від 22.02.2014 р. № 1940 Сергію Дідичу присвоєно (посмертно) звання «Почесний громадянин міста Городенки».
- 21 березня 2014 року в Івано-Франківську з'явилася Вулиця Сотника Сергія Дідича.
- 11 червня 2014 року в Стрільченській школі відкрита меморіальна кімната Героя Небесної сотні Сергія Дідича[11].
- 8-10 серпня 2014 року відбувся сплав Дністром на честь Сергія Дідича[12].
- 22 лютого 2014 року, Рішенням Городенківської міської ради, перейменовано вулицю Юрія Гагаріна на вулицю Сергія Дідича[13].
- 26 лютого 2014 року в Городенці відбувся «Всеукраїнський гандбольний турнір імені Сергія Дідича»[14].
- 24 серпня 2014 року на будинку № 20 по вул. Сергія Дідича, де він проживав 14 років, встановлено меморіальну дошку[13].
- З 2015 року на Городенщині проходить районний «Туристичний турнір імені Сергія Дідича»[15][16].
- 24 травня 2016 року пройшли обласні змагання з пішохідного туризму серед учнівської молоді пам'яті Сергія Дідича[17].
- 17 листопада 2016 року в Івано-Франківському дитячо-юнацькому клубі «Легінь» відбувся «Відкритий турнір з шахів пам'яті сотника Сергія Дідича»[18].
- 20 листопада 2016 року в рідному селі встановлено пам'ятник на могилі Сергія Дідича[19].
- 10 липня 2017 року створено Обласне комунальне підприємство Івано-Франківської обласної ради «Дністровський регіональний ландшафтний парк імені Сергія Дідича» (КП «ДНІСТРОВСЬКИЙ РЛП ІМЕНІ СЕРГІЯ ДІДИЧА») відповідно до рішення Івано-Франківської обласної ради від 09.12.2016. № 348-11/2016[20]

### Поетичне присвячення
Автором і упорядником Поетичної енциклопедії «Герої Майдану» (1том) Оксаною Федишин присвячено вірш Дідичу Сергію

#### ___За долю народну, а не за… ідею___
Плели нашу долю Московії спиці, Петляли законами гаки облудні, Тому  розпочався протест у столиці
І Дідич очолив штаб спротиву  в грудні, Коли мирних діток-студентів побили.
Здригнулась душа городенківських хлопців, Летіли у Київ неначе на крилах, Щоб якось спинити лихих «охоронців»:                
- За що змолотили студентів кийками?!  
- За що владним чоботом ребра ламали?!.. 
Вузлами стискали Вкраїну роками 
І  волю давили криваві вандали.                            
Майдан не вдалось  обхопити петлею, Бо перші шеренги стояли, мов скелі, За долю народну, а не за… ідею;
Мов факели, в  небі  горіли «коктейлі», Спиняючи натиск машини злодіїв.
Мішалися з димом невинні сніжинки, Не знали наївні про смертні події…
Та й хто б здогадався про варварські вчинки, Про крові потоки, про гори побитих, Про план шахраїв і проект казнокрадів…
По трупах ступають престольні бандити.
Ще зранку Сергій вивів сотню до Ради
І всім повідомив: «Йдемо ходом мирним». 
Та ось в Кріпосному провулку неждано
Попали в облогу. Шквал вдарив мундирний - 
Кров… Вибухи… Галас… Трусило Майданом.                
Прийшлось  відступати. Відходив останнім, Своїх побратимів прикривши собою. 
Немов в казані величезнім вулканнім         
Кипіло, крутило. Смерть рвалась до бою. 
Невдовзі знайшли понівечене тіло
З проламаним черепом. Вбито Сергія.
День в розпачі меркнув. Сніжинки тремтіли, Стікали сльозою.  Це танула мрія?..
А мріяв козак про ходу в Городенці
На честь українських незламних героїв…
В день  смерті Сергія засмучені хлопці  
несли смолоскипи, крокуючи строєм.
Немов фіміам, линув дим попід хмари, А в іскрах  блищали вогні херувимів, Наповнивши груди нетліючим жаром, Топилися воском серця побратимів!

### Нагороди
- Звання Герой України з удостоєнням ордена «Золота Зірка» (21 листопада 2014, посмертно) — за громадянську мужність, патріотизм, героїчне відстоювання конституційних засад демократії, прав і свобод людини, самовіддане служіння Українському народу, виявлені під час Революції гідності[21]
- Медаль «За жертовність і любов до України» (УПЦ КП, червень 2015) (посмертно)[22]